# بیتا کیتسیکیس
بیتا کیتسیکیس (۱۴ ژوئیه ۱۹۰۷ هراکلیون ،دولت کرت - ۷ فوریه ۱۹۸۶ آتن)، فمینیست یونانی و مبارز کمونیست در جنگ داخلی یونان در پایان جنگ جهانی دوم بود. شوهرش نیکلاس کیتسیکیس از طبقه اشراف یونان بود. بیتا یک پسر بنام دیمیتری و همچنین دو دختر به نام‌های بئاتا ماریا کیتسیکیس پاناگووپولوس (شهروند آمریکایی) و السا اشمید-کیتسیکیس، (شهروند سوئیس) داشت که هر دو استاد دانشگاه بودند.

## زندگی
پدر او، امانوئل کیتسیکیس (۱۸۴۲–۱۹۱۵) از یک خانواده معروف کرت از شهرهای هراکلیون و ریتیمنو بود. او در هراکلیون به دنیا آمد و به عنوان یک تاجر در قاهره ساکن شد. او در مصر با کورینا ازدواج کرد، دختر یک کنت یونانی-ایتالیایی. امانوئل در سال ۱۹۱۵ در هراکلیون درگذشت و بیوه او کورینا که ۱۹ سال از او کوچکتر بود، در هراکلیون نزد مشهورترین وکیل شهر، آریستیدیس استرگیادیس، که همسن با او بود زندگی کرد. او به دستور الفتریوس ونیزلوس، نخست‌وزیر یونان، به عنوان کمیسر عالی اشغال یونانی در ۱۹۱۹–۱۹۲۲ به سمورنا شهری باستانی در فلات آناتولی فرستاده شد.
در سال ۱۹۲۱، نیکلاس کیتسیکیس، (۱۸۸۷–۱۹۷۸) مهندس عمران و استاد دانشگاه پلی تکنیک آتن، در حال ساخت بندر جدید هراکلیون بود و در آنجا با بیتا که ۱۴ سال داشت ملاقات کرد که او را به آتن بازگرداند. وی در سال ۱۹۲۳ با او ازدواج کرد. پسر آنها دیمیتری در سال ۱۹۳۵ به دنیا آمد.
بیتا هرگز خود را با جامعه عالی آتن که نیکلاس به آن تعلق داشت وفق نداد و علیه آنچه که او یک الیگارشی بیهوده می‌دانست شورید. در طول جنگ یونان علیه تهاجم ایتالیا به آلبانی، در سال‌های ۱۹۴۰–۱۹۴۱، او به عنوان پرستار در بیمارستان‌های نظامی آتن، که مملو از سربازان مجروح که از جبهه آلبانی بازگردانده شده بودند، داوطلب خدمت شد. در طول اشغال یونان توسط آلمان (۱۹۴۱–۱۹۴۴) او به جبهه آزادی‌بخش ملی جنبش مقاومت (یونان) و همچنین به حزب کمونیست یونان، پیوست. زمانی که آتن آزاد شد، او به شبه نظامیان کمونیست (سازمان حفاظت از مبارزه خلق) پیوسته بود.

## اتهامات برای جاسوسی به نفع حزب غیرقانونی کمونیست یونان
در ۹ آوریل ۱۹۴۸، در میانه جنگ داخلی، یک دادگاه نظامی در آتن متعهد شد تا در مورد اتهامات بیتا برای جاسوسی به نفع حزب غیرقانونی کمونیست یونان قضاوت کند، در حالی که شوهرش هنوز رئیس انجمن یونان-شوروی بود. موضع شجاعانه او در طول شکایت، افکار عمومی را تحت تأثیر قرار داد او را دولوریس ایباروری یونانی خواندند. پسرش دیمیتری توسط اکتاو مرلیه رئیس مؤسسه فرانسوی در آتن به یک مدرسه شبانه‌روزی در پاریس فرستاده شد، زیرا مادرش به عنوان یک مبارز کمونیست به مرگ محکوم شده بود.
او شکنجه شد اما هرگز حاضر نشد اعلامیه معمول توبه و ندامت را در محکومیت کمونیسم امضا کند. در ۱ مه ۱۹۴۸، کریستوس لاداس، وزیر دادگستری که حکم اعدام او را امضا کرده بود، توسط یکی از اعضای شبه نظامی ترور شد و روزنامه‌ها بیتا را متهم کردند که دستور قتل وزیر را از داخل زندان او صادر کرده‌است. با این وجود، به دلیل تأثیری که همسرش نیکلاس کیتسیکیس هنوز در حلقه‌های بالای جامعه یونان از آن برخوردار بود، اعدام او انجام نشد و در پایان سال ۱۹۵۱، پس از پایان جنگ داخلی، از زندان آزاد شد.
پسرش دیمیتری در سال با همسر بریتانیایی خود آن هابارد، دختر یک قاضی ارشد، در اسکاتلند ازدواج کرد.

#### سیاست
در سال ۱۹۵۵، نیکلاس کیتسیکیس با نمایندگان پکن در استکهلم گفتگو کرد. چینی‌ها از او خواستند تا یک انجمن یونانی- چینی در آتن تأسیس کند، در زمانی که تنها تایوان توسط دولت یونان به عنوان نماینده چین به رسمیت شناخته شد. نیکلاس کیتسیکیس پاسخ داد که از همسرش بیتا می‌خواهد که این کار را انجام دهد. در آن زمان چین برای مردم یونان کاملاً ناشناخته بود. بیتا بلافاصله آنچه را که بزرگ‌ترین موفقیت حضور چین در کل اروپا در آن زمان تلقی می‌شد، سازماندهی کرد. از آن زمان، او مرتباً به چین سفر می‌کرد و در آنجا از نزدیک با رهبران چینی مائو تسه تونگ ،جئو ئن لای و دنگ شیائوپینگ آشنا شد.
در طغیان کودتای سرهنگ‌های یونان در ۲۱ آوریل ۱۹۶۷، او با یک پاسپورت جعلی سوئیسی به سوئیس و سپس به پاریس پرواز کرد. پس از سقوط حکومت نظامی در سال ۱۹۷۴، او به یونان بازگشت. شوهرش در سال ۱۹۷۸ درگذشت و او در ۷ فوریه ۱۹۸۶ پس از یک مبارزه طولانی مدت با بیماری سل یادگار خدمت او در سال ۱۹۴۰ به عنوان پرستار در بیمارستان‌های نظامی بود، درگذشت. او توسط حزب کمونیست یونان مورد تقدیر قرار گرفت.

## پانوشت
- Beata Kitsikis - Beata Kitsikis - Gnorisa τους Kokkinus Freurous. آتن، کدروس، ۱۹۸۲. («من گارد سرخ را می‌شناسم»)
- Beata Kitsikis - Beata Kitsίκη - Αποστολή ۱۹۶۳–۱۹۶۴. Απ'όσα آنچه در چین دیدم . آتن، فکسیس، ۱۹۶۴. («۱۹۶۳–۱۹۶۴. مأموریت به چین»)
- Beata Kitsikis - Beata Kitsίκη - ماتیها در چین. آتن، انتشارات پی. بولاریس، ۱۹۵۷. («چین اجمالی»)
- Γυναικείες φυλακὲς Αβέρωφ. Τραγούδι پشت απὸ τα κάγκελα. آتن، ریزوسپاستیس، روزنامه رسمی حزب کمونیست یونان، سی دی، ۲۰۰۹ («زندانهای زنان Averoff. آهنگ پشت میله‌ها»).
- المپیک Βασιλικής Γ. Παπαδούκα، Γυναικείες زندانές Αβέρωφ، آتن، ۱۹۸۱ («زندانهای زنان Averoff»).
- Antonios Svokos, "Gynaikes kataskopoi tou KKE"  مقاله از ۱ نوامبر تا ۱۴ دسامبر ۱۹۵۴.
- G. Marmaridis, "Pos egine he dolophonia tou Christou Lada", Akropolis، 1-V-۱۹۷۸ [چگونه ترور کریستوس لاداس رخ داد]